# Akutsygeplejerske
Akutsygeplejerske (tidl. skadestuesygeplejerske, behandlersygeplejerske eller traumesygeplejerske) er en uddannet sygeplejerske der har efteruddannet sig til at varetage akutsygepleje. Akutsygepleje praktiseres i fælles akutmodtagelser (tidl. skadestue, traumemodtagelse & modtagelse). Akutsygeplejersker har flere steder også behandlekompetence til at vurdere og behandle mindre skader som syning af flænger, ordinering af enkelte typer medicinering samt bestille røntgenbilleder og blodprøver m.v. Disse akutsygeplejersker er ansat i flere fælles akutmodtagelser, skadeklinikker og telefontriager rundt omkring i Danmark.  